# Вознюк Володимир Денисович
Володимир Денисович Вознюк (15 травня 1949, с. Щитинь, Любешівський район, Волинська область, УРСР) — суддя Конституційного Суду України (з 1996 по 2005 роки).

## Життєпис
Народився 15 травня 1949 року в с. Щитинь Любешівського р-ну Волинської області у селянській сім'ї.
Трудову діяльність розпочав робітником на будівництві Кременчуцького нафтопереробного заводу.
Служив у Радянській армії.
У 1976 р. закінчив юридичний факультет Київського університету.
У квітні 1976 р. обраний суддею Дніпропетровського районного суду м. Києва.
З грудня 1980 р. суддя Київського міського суду.
У 1996 р. на третьому (позачерговому) з'їзді України його обрали суддею Конституційного суду України.
2005 року припинив повноваження судді КСУ.

### Про В. Вознюка
- С. Орункаєв. Висоти Володимира Вознюка Газ. Київський вісник, 18 березня 1999 р., с. 3.